# Браунс (Іллінойс)
Браунс (англ. Browns) — селище (англ. village) в США, в окрузі Едвардс штату Іллінойс. Населення — 139 осіб (2020).

## Географія
Браунс розташований за координатами 38°22′39″ пн. ш. 87°58′59″ зх. д. / 38.37750° пн. ш. 87.98306° зх. д. (38.377519, -87.983137).  За даними Бюро перепису населення США в 2010 році селище мало площу 0,76 км², уся площа — суходіл.

## Демографія
Згідно з переписом 2010 року, у селищі мешкали 134 особи в 59 домогосподарствах у складі 44 родин. Густота населення становила 177 осіб/км².  Було 69 помешкань (91/км²).
Расовий склад населення:
| - 97,0 % — білих - 0,7 % — чорних або афроамериканців - 0,7 % — азіатів |

До двох чи більше рас належало 1,5 %. Частка іспаномовних становила 0,0 % від усіх жителів.
За віковим діапазоном населення розподілялося таким чином: 12,7 % — особи молодші 18 років, 70,1 % — особи у віці 18—64 років, 17,2 % — особи у віці 65 років та старші. Медіана віку мешканця становила 48,3 року. На 100 осіб жіночої статі у селищі припадало 119,7 чоловіків;  на 100 жінок у віці від 18 років та старших — 112,7 чоловіків також старших 18 років.
Середній дохід на одне домашнє господарство  становив 45 414 долари США (медіана — 37 375), а середній дохід на одну сім'ю — 54 789 доларів (медіана — 50 000). Медіана доходів становила 35 417 доларів для чоловіків та 26 250 доларів для жінок. За межею бідності перебувало 10,2 % осіб, у тому числі 0,0 % дітей у віці до 18 років та 0,0 % осіб у віці 65 років та старших.
Цивільне працевлаштоване населення становило 77 осіб. Основні галузі зайнятості: виробництво — 26,0 %, освіта, охорона здоров'я та соціальна допомога — 18,2 %, транспорт — 11,7 %, будівництво — 10,4 %.